# Luigi Negri
Luigi Negri (Codogno, 4 d'agost de 1956) és un arquitecte i polític italià de la Lliga Lombarda-Lliga Nord que fou diputat entre els anys 1992 i 2001. En el seu mandat parlamentari, fou secretari de la Lliga Lombarda entre 1993 i 1995.;
La seva passió per la història de l'art el va portar a aprofundir sobretot en l'estudi de la porcellana i a col·leccionar-les. S'interessa en particular per l'estudi de la porcellana alemanya, especialment de Meissen, la primera de fabricació europea, que es remunta al 1710.